# Tomasz Różycki (wokalista)
Tomasz Różycki (ur. 20 kwietnia 1966) – polski wokalista i muzyk.
W 1987 dołączył do grupy Collage, gdzie śpiewał na pierwszej płycie Baśnie oraz na płycie Changes. W zespole śpiewał do 1990 roku.
Po długiej nieobecności na muzycznym rynku powrócił w 2004 roku z zespołem Believe założonym wspólnie z Mirosławem Gilem i Przemysławem Zawadzkim, gdzie grał do 2008. Zaśpiewał z Believe dwie płyty: Hope to See Another Day i Yesterday Is a Friend. Wraz z grupą zagrał wiele koncertów, jeden z nich (z Teatru Wyspiańskiego w Katowicach) został zarejestrowany przez wytwórnię Metalmind i wydany jako materiał DVD.
W kwietniu 2014 zapowiedziano powrót Różyckiego do Believe po sześciu latach przerwy.